# مساعد الإعداد

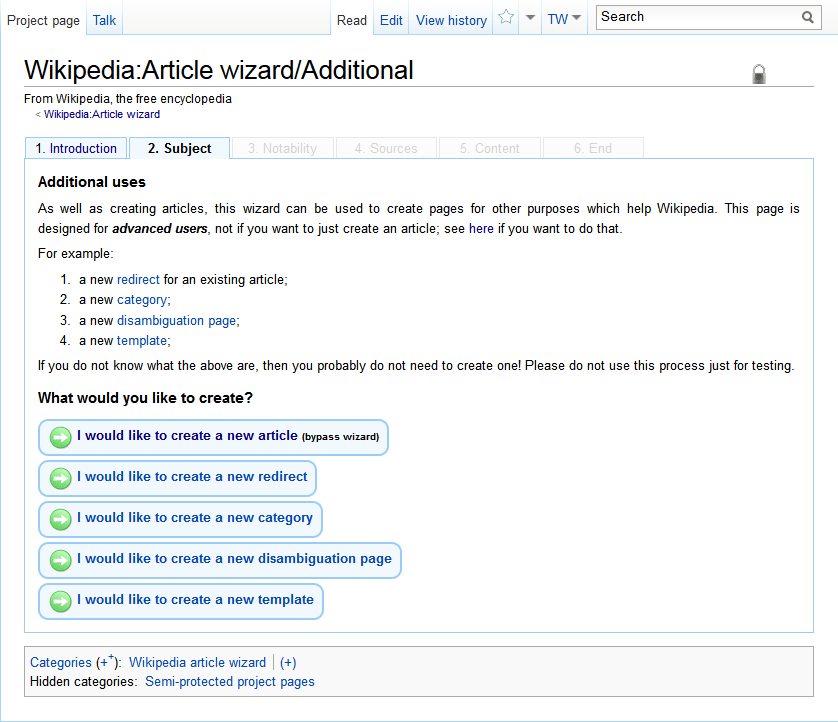
مساعد إنشاء مقالات ويكيبيديا

مساعد الإعداد أو ساحر البرامج هو نوع واجهة مستخدم يقدم للمستخدم سلسلة من مربعات الحوار التي تقود المستخدم عبر سلسلة من الخطوات المحددة جيدًا. قد يكون من الأسهل أداء المهام المعقدة أو التي يتم إجراؤها بشكل غير منتظم أو غير المألوفة باستخدام مساعد الإعداد.

## مثال
تُظهر لقطات الشاشة التالية مساعد التثبيت لـ كوبونتو 12.04 ، وهو نظام تشغيل حر ومفتوح المصدر . يتكون المعالج من سبع خطوات. بنهاية الخطوة السابعة، ستكتمل العملية.

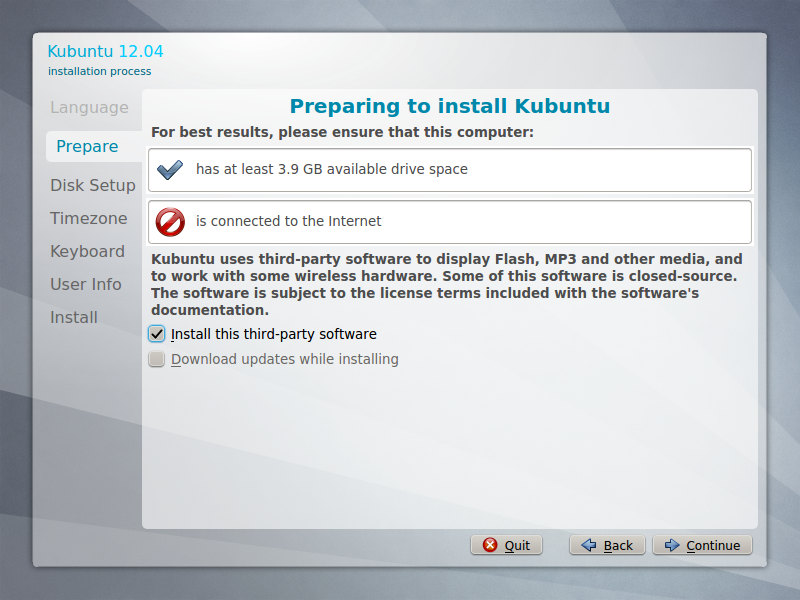
إعداد كوبونتو 12.04 ، الخطوة 2 (التحضير)
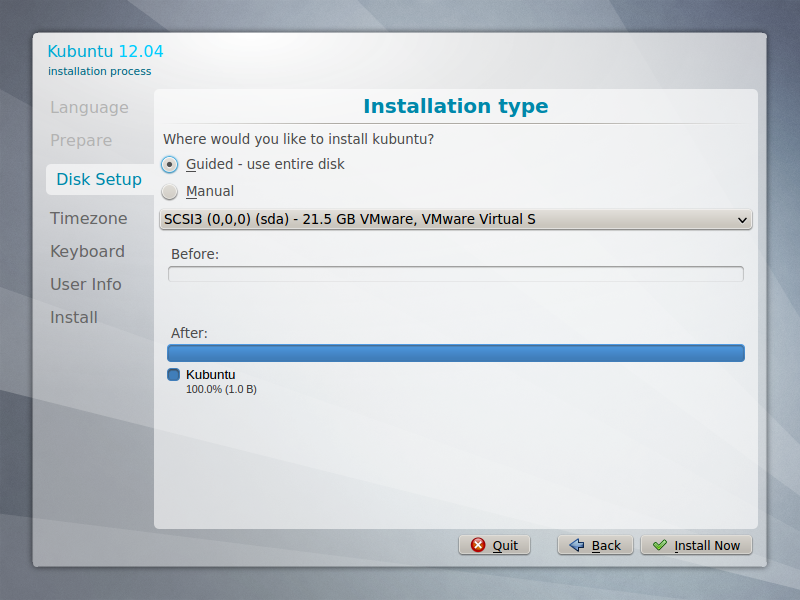
إعداد كوبونتو 12.04 ، الخطوة 3 (إعداد)
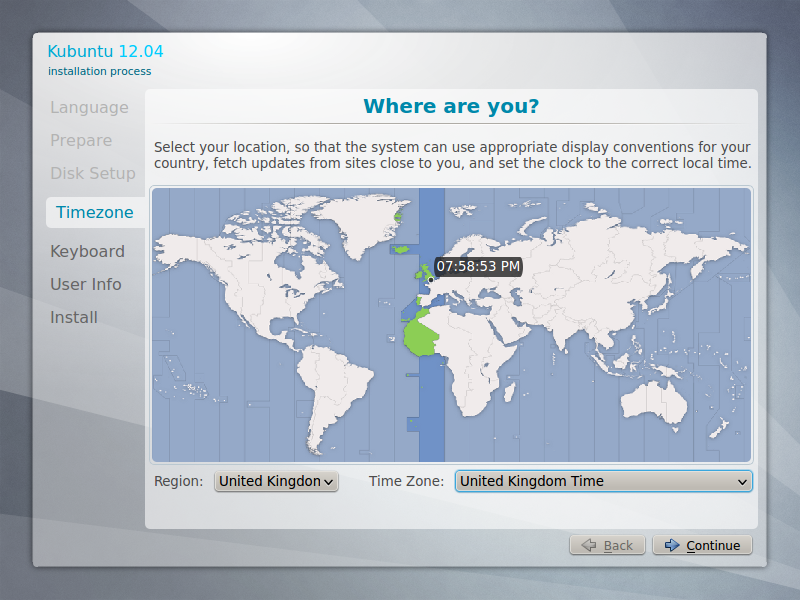
إعداد كوبونتو 12.04 ، الخطوة 4 (المنطقة الزمنية)
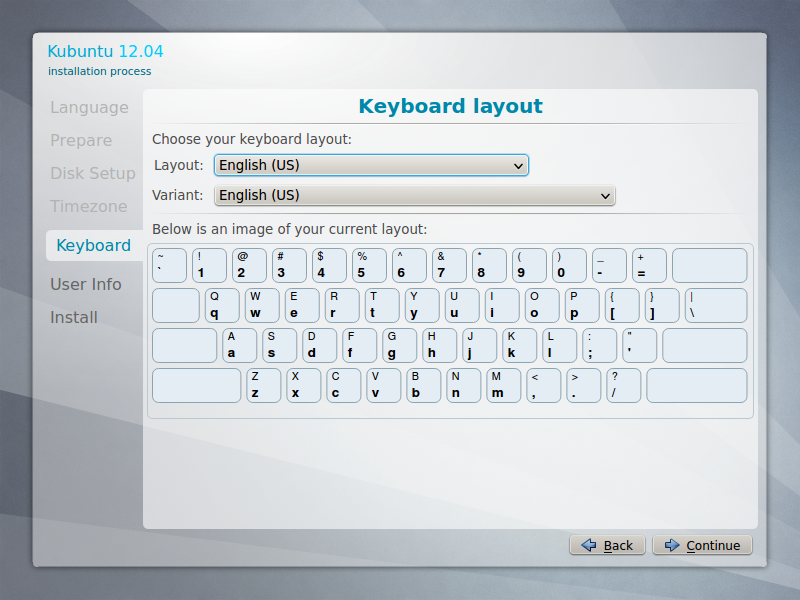
إعداد كوبونتو 12.04 ، الخطوة 5 (لوحة المفاتيح)
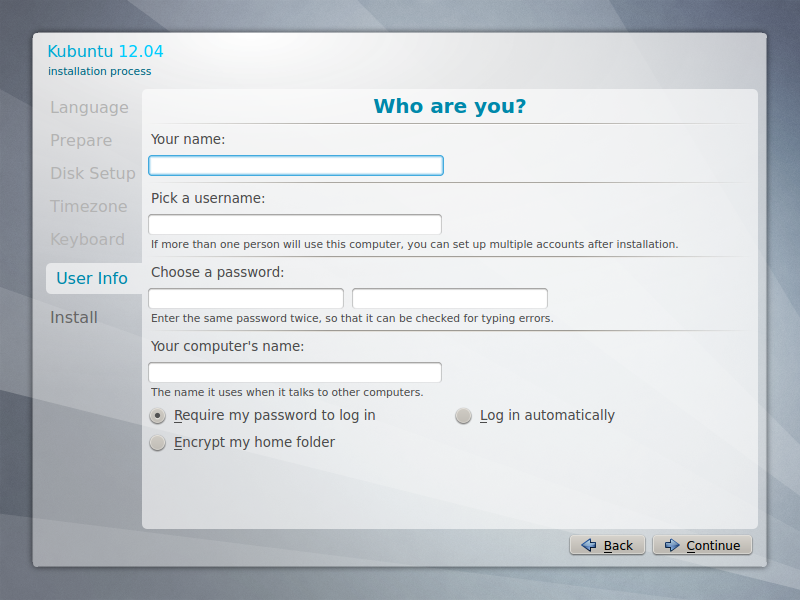
إعداد كوبونتو 12.04 ، الخطوة 6 (معلومات المستخدم)
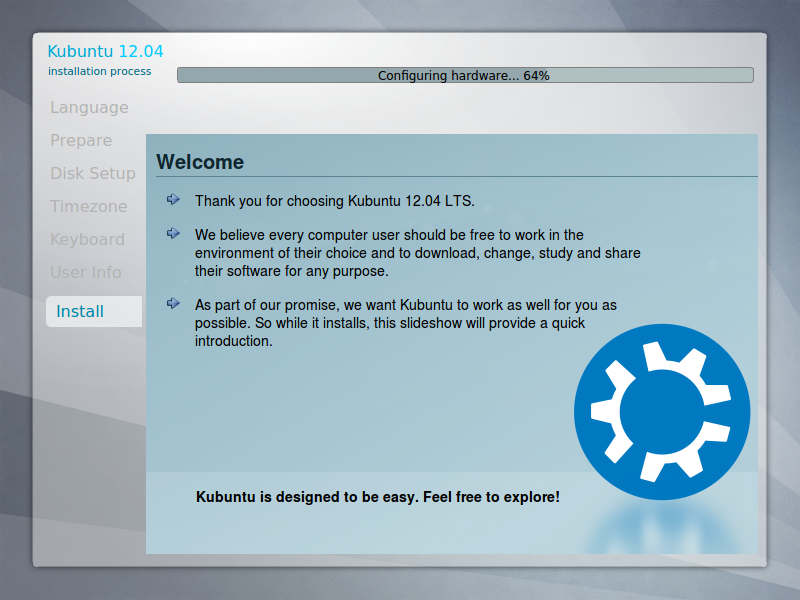
إعداد كوبونتو 12.04 ، الخطوة 7 (تثبيت)